# Голям белонос гвенон
Голям белонос гвенон (Cercopithecus nictitans) е вид бозайник от семейство Коткоподобни маймуни (Cercopithecidae).

## Разпространение
Видът е разпространен в Габон, Демократична република Конго, Екваториална Гвинея, Камерун, Кот д'Ивоар, Либерия, Нигерия и Централноафриканска република.